# Soichi Noguchi
Soichi Noguchi (in giapponese: 野口聡一 Noguchi Sōichi?) (Yokohama, 15 aprile 1965) è un ex astronauta giapponese.
Partecipò a tre missioni spaziali, una di breve durata a bordo dello Shuttle Discovery per l'STS-114 (2005) e due di lunga durata, l'Expedition 22/23 (2009) con la Sojuz TMA-17 e l'Expedition 64 (2020) con la prima missione operativa del veicolo Crew Dragon, la SpaceX Crew-1.

## Biografia

### Istruzione e primi lavori
Conseguì una laurea in ingegneria aeronautica nel 1989 e un master nello stesso campo nel 1991 all'Università Imperiale di Tokyo (Tōdai) . Lavorò alla Ishikawajima-Harima Heavy Industries.  nel 1991, dove venne coinvolto nella progettazione aerodinamica e nel test delle prestazioni dei motori degli aerei. Nel 2020 conseguì un dottorato in Studi interdisciplinari avanzati alla Tōdai.

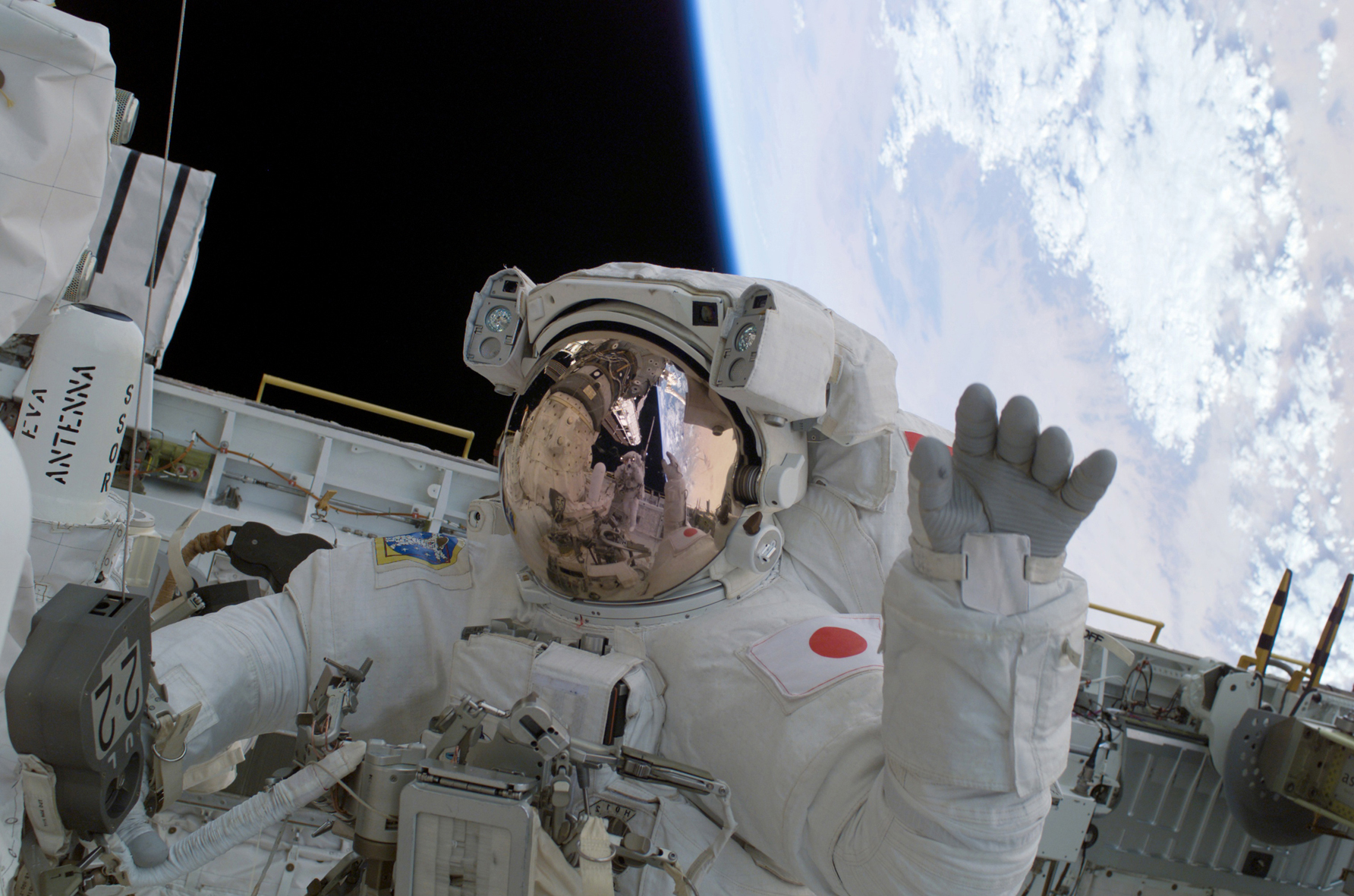
Noguchi durante un'attività extraveicolare (EVA) della STS-114

### Carriera come astronauta
Venne selezionato come candidato astronauta dalla National Space Development Agency of Japan (NASDA; dal 2003 Japan Aerospace Exploration Agency, JAXA) nel maggio 1996. Completò due anni di addestramento per i candidati astronauti presso il Johnson Space Center (JSC) della NASA nell'aprile del 1998, alla conclusione dei quali venne qualificato come specialista di missione. In attesa di venir assegnato ad una missione spaziale a bordo dello Space Shuttle, iniziò l'addestramento di base della navicella spaziale russa Sojuz presso il Centro di addestramento cosmonauti (GCTC) nella Città delle Stelle, in Russia. Continuò poi la formazione avanzata di specialista di missione presso il JSC mentre lavorava ai test di collaudo del Japanese Experiment Module (JEM). Nell'aprile 2001 venne assegnato alla missione Shuttle STS-114 ma il lancio venne rinviato di diversi anni a seguito del disastro del Columbia. Nel febbraio 2007 Noguchi venne assegnato come membro dell'equipaggio dell'Expedition 20, poi trasferito alle Expedition 22/23. Nell'estate del 2012 prese parte alla missione analoga europea ESA CAVES, trascorrendo una settimana all'interno di una grotta in Sardegna. Da agosto 2012 e aprile 2016 ricoprì il ruolo di Capo del Corpo astronauti della JAXA, mentre da settembre 2014 a settembre 2016 fu presidente dell'Association of Space Explorers (ASE). A settembre 2013 passò quattro giorni sul fondale marino della Florida a bordo del laboratorio Aquarius per prendere parte alla missione analoga SEATEST II. A novembre 2017 venne assegnato alla missione di lunga durata Expedition 62/63 ma, nel luglio 2019, dopo aver ricoperto il ruolo di membro dell'equipaggio di riserva della Sojuz MS-13 (Exp 60/61) venne rimosso e trasferito agli equipaggi commerciali americani United States Crew Vehicle (USCV). Il 31 marzo 2020 venne assegnato alla prima missione operativa della Crew Dragon con partenza prevista per agosto 2020. Il 1º giugno 2022 dopo 26 anni di carriera come astronauta si ritirò dalla JAXA.

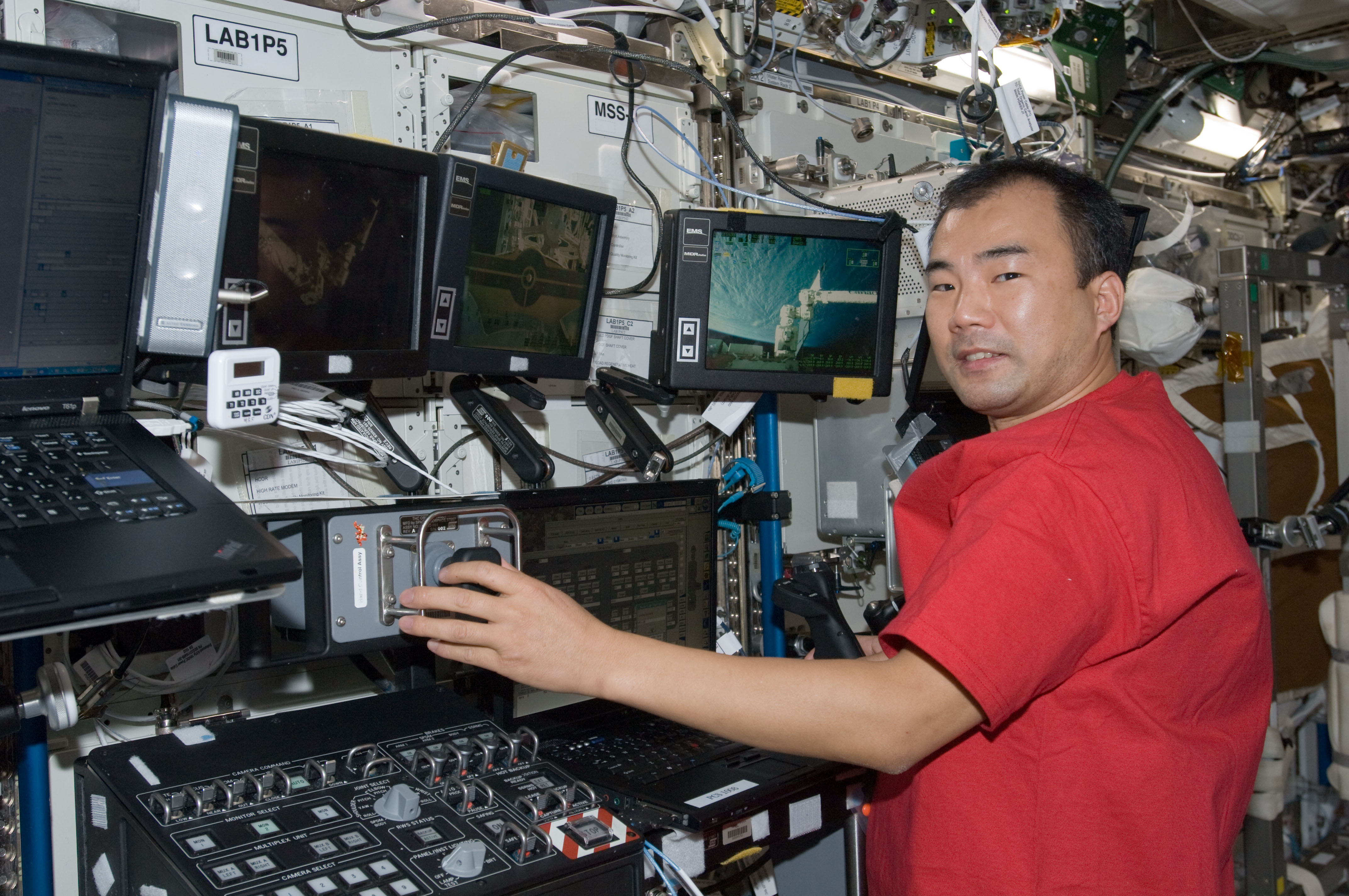
Noguchi ai comandi del Canadarm2 durante l'Expedition 22

#### STS-114
Partì per la sua prima missione il 26 luglio 2005 a bordo dello Shuttle Discovery per la prima missione Return to Flight, STS-114. Durante i 13 giorni di missione lo Space Shuttle attraccò alla Stazione spaziale internazionale (ISS) e vennero testate e valutate nuove procedure per la sicurezza del volo, le tecniche di ispezione e riparazione della navicella. Noguchi condusse tre attività extraveicolari (EVA) come EV1 e divenne il primo astronauta giapponese ad eseguire EVA sulla ISS. Durante queste EVA vennero dimostrate le tecniche di riparazione in volo delle piastrelle del Thermal Protection System (TPS) dello Shuttle, sostituito un giroscopio difettoso e installato l'External Stowage Platform-2 (ESP-2) sulla ISS.

#### Expedition 22/23
Nel dicembre 2009 tornò sulla ISS come ingegnere di volo 1 della Sojuz TMA-17 insieme al comandante Oleg Kotov e Timothy Creamer per le Expedition 22/23. Durante i 161 giorni in orbita svolse attività scientifica e aiutò nelle attività svolte dagli equipaggi delle missioni Shuttle STS-130, STS-131 e STS-132. Dell’equipaggio della missione STS-131 faceva parte l'astronauta giapponese Naoko Yamazaki; fu la prima volta che due giapponesi si trovavano nello spazio contemporaneamente. Fece ritorno sulla Terra il 6 giugno 2010 atterrando nel Kazakistan.

#### SpaceX Crew-1
Il 30 marzo 2020 venne assegnato alla SpaceX Crew-1, la prima missione operativa della navicella Crew Dragon di SpaceX. Il 16 novembre partì dal Kennedy Space Center per trascorrere sei mesi a bordo della Stazione Spaziale Internazionale. Divenne il primo astronauta non-americano a partecipare a una missione con un veicolo spaziale commerciale americano.